# Aeropuerto Internacional Ninoy Aquino
El Aeropuerto Internacional Ninoy Aquino (en filipino: Paliparang Pandaigdig na Ninoy Aquino), (IATA: MNL, ICAO: RPLL), también conocido como Aeropuerto Internacional de Manila (MIA), es el más grande y el de mayor afluencia de los aeropuertos filipinos, y es el principal aeropuerto internacional que sirve a Metro Manila en Filipinas. Ubicado entre las ciudades de Pasay y Parañaque, a unos 7 kilómetros (4,3 millas) al sur de Manila propiamente dicha y al suroeste de Makati, es la principal puerta de entrada para los viajeros a Filipinas y sirve como centro para PAL Express y Philippine Airlines.. Está situado al límite de las ciudades Pasay y Parañaque, a 7 km al sur de Manila. En el 2006, recibió a 17 942 465 pasajeros, 8,9% más que en 2005; lo cual lo coloca en el puesto 71.º con mayor afluencia en el mundo.

## Historia
El aeropuerto original que servía a Manila, la Terminal Aérea Internacional de Manila, fue abierto en julio de 1937, se localizaba en lo que hoy es el distrito central de negocios de Makati. En 1948, el aeropuerto fue movido a su actual sitio. El 17 de agosto de 1987 se le cambió el nombre en honor de Benigno Aquino, periodista, político filipino y opositor al régimen del dictador Férdinand Márcos, quien fuera asesinado en el aeropuerto el 21 de agosto de 1983.

## Estadísticas
Ver fuente y consulta Wikidata.

## Vuelos internacionales
| Ciudades por países | Nombre del aeropuerto                         | Aerolíneas | Aeronaves         | Frecuencias semanales |        |
| África              | África                                        | África | África            | África                | África |
| ------------------- | --------------------------------------------- | --- | ----------------- | --------------------- | ------ |
| Etiopía             |                                               | |                   |                       |        |
| Adís Abeba          | Aeropuerto Internacional Bole                 | Ethiopian (Vía HKG)                                                                                             |                   |                       |        |
| Norteamérica        |                                               | |                   |                       |        |
| Canadá              |                                               | |                   |                       |        |
| Toronto             | Aeropuerto Internacional de Toronto Pearson   | Philippine Airlines                                                                                             |                   |                       |        |
| Vancouver           | Aeropuerto Internacional de Vancouver         | Philippine Airlines                                                                                             |                   |                       |        |
| Estados Unidos      |                                               | |                   |                       |        |
| Honolulu            | Aeropuerto Internacional Daniel K. Inouye     | Philippine Airlines                                                                                             |                   |                       |        |
| Los Ángeles         | Aeropuerto Internacional de Los Ángeles       | Philippine Airlines                                                                                             |                   |                       |        |
| Nueva York          | Aeropuerto Internacional John F. Kennedy      | Philippine Airlines                                                                                             |                   |                       |        |
| San Francisco       | Aeropuerto Internacional de San Francisco     | Philippine Airlines                                                                                             |                   |                       |        |
| Asia                |                                               | |                   |                       |        |
| Arabia Saudita      |                                               | |                   |                       |        |
| Dammam              | Aeropuerto Internacional Rey Fahd             | Philippine Airlines                                                                                             |                   |                       |        |
| Riad                | Aeropuerto Internacional Rey Khalid           | Philippine Airlines Saudia                                                                                      |                   |                       |        |
| Yeda                | Aeropuerto Internacional Rey Abdulaziz        | Saudia |                   |                       |        |
| Baréin              |                                               | |                   |                       |        |
| Manama              | Aeropuerto Internacional de Baréin            | Gulf Air |                   |                       |        |
| Brunéi              |                                               | |                   |                       |        |
| Bandar Seri Begawan | Aeropuerto Internacional de Brunéi            | Cebu Pacific |                   |                       |        |
| Camboya             |                                               | |                   |                       |        |
| Nom Pen             | Aeropuerto Internacional de Nom Pen           | Philippine Airlines                                                                                             |                   |                       |        |
| Siem Riep           | Aeropuerto Internacional de Angkor            | Cebu Pacific |                   |                       |        |
| China               |                                               | |                   |                       |        |
| Guangzhou           | Aeropuerto Internacional de Cantón-Baiyun     | Cebu Pacific China Southern Airlines Philippine Airlines                                                        |                   |                       |        |
| Pekín               | Aeropuerto Internacional de Pekín-Daxing      | Air China Cebu Pacific Philippine Airlines                                                                      |                   |                       |        |
| Quanzhou            | Aeropuerto internacional de Quanzhou Jinjiang | Philippine Airlines Xiamen Air                                                                                  |                   |                       |        |
| Shanghái            | Aeropuerto Internacional de Shanghái-Pudong   | Cebu Pacific China Eastern Airlines Philippine Airlines                                                         |                   |                       |        |
| Shenzhen            | Aeropuerto Internacional de Shenzhen-Bao'an   | Cebu Pacific Philippine Airlines                                                                                |                   |                       |        |
| Xiamen              | Aeropuerto Internacional de Xiamen-Gaoqi      | Cebu Pacific Philippine Airlines Xiamen Air                                                                     |                   |                       |        |
| Corea del Sur       |                                               | |                   |                       |        |
| Busan               | Aeropuerto Internacional de Gimhae            | Air Busan Philippine Airlines                                                                                   | A32x              |                       |        |
| Seúl                | Aeropuerto Internacional de Incheon           | AirAsia Philippines Asiana Airlines Cebu Pacific Delta Air Lines Jeju Air Korean Air Philippine Airlines        | A320-200 B737-800 |                       |        |
| EAU                 |                                               | |                   |                       |        |
| Abu Dabi            | Aeropuerto Internacional de Abu Dhabi         | Etihad Airways                                                                                                  |                   |                       |        |
| Dubái               | Aeropuerto Internacional de Dubái             | Cebu Pacific Emirates Philippine Airlines                                                                       |                   |                       |        |
| Hong Kong           |                                               | |                   |                       |        |
| Hong Kong           | Aeropuerto Internacional de Hong Kong         | AirAsia Philippines Cathay Pacific Cebu Pacific China Airlines Ethiopian Hong Kong Airlines Philippine Airlines | A320-200 A3xx     |                       |        |
| Indonesia           |                                               | |                   |                       |        |
| Denpasar            | Aeropuerto Ngurah Rai                         | AirAsia Philippines Cebu Pacific Philippine Airlines                                                            | A320-200          |                       |        |
| Yakarta             | Aeropuerto Internacional Soekarno-Hatta       | Cebu Pacific Philippine Airlines                                                                                |                   |                       |        |
| Israel              |                                               | |                   |                       |        |
| Tel Aviv            | Aeropuerto Internacional Ben Gurión           | Philippine Airlines                                                                                             |                   |                       |        |
| Japón               |                                               | |                   |                       |        |
| Fukuoka             | Aeropuerto de Fukuoka                         | Cebu Pacific Philippine Airlines                                                                                |                   |                       |        |
| Nagoya              | Aeropuerto Internacional Chūbu Centrair       | Cebu Pacific Jetstar Japan Philippine Airlines                                                                  | A32x              |                       |        |
| Osaka               | Aeropuerto Internacional de Kansai            | AirAsia Philippines Cebu Pacific Philippine Airlines                                                            | A320-200          |                       |        |
| Sapporo             | Nuevo Aeropuerto de Chitose                   | Philippine Airlines                                                                                             |                   |                       |        |
| Tokio               | Aeropuerto Internacional de Haneda            | All Nippon Airways Japan Airlines Philippine Airlines                                                           |                   |                       |        |
| Tokio               | Aeropuerto Internacional de Narita            | All Nippon Airways Cebu Pacific Delta Airlines Japan Airlines Jetstar Japan Philippine Airlines                 | A32x              |                       |        |
| Kuwait              |                                               | |                   |                       |        |
| Kuwait              | Aeropuerto Internacional de Kuwait            | Kuwait Airways                                                                                                  |                   |                       |        |
| Macao               |                                               | |                   |                       |        |
| Macao               | Aeropuerto Internacional de Macao             | AirAsia Philippines Cebu Pacific Philippine Airlines                                                            | A320-200          |                       |        |
| Malasia             |                                               | |                   |                       |        |
| Kota Kinabalu       | Aeropuerto Internacional de Kota Kinabalu     | AirAsia Philippines Cebu Pacific                                                                                | A320-200          |                       |        |
| Kuala Lumpur        | Aeropuerto Internacional de Kuala Lumpur      | AirAsia AirAsia Philippines Cebu Pacific Malaysia Airlines Philippine Airlines                                  | A3xx A320-200     |                       |        |
| Omán                |                                               | |                   |                       |        |
| Mascate             | Aeropuerto Internacional de Mascate           | Oman Air | B7x7              |                       |        |
| Catar               |                                               | |                   |                       |        |
| Doha                | Aeropuerto Internacional Hamad                | Cebu Pacific Philippine Airlines Qatar Airways                                                                  |                   |                       |        |
| República de China  |                                               | |                   |                       |        |
| Kaohsiung           | Aeropuerto Internacional de Kaohsiung         | AirAsia Philippines China Airlines                                                                              | A320-200          |                       |        |
| Taipéi              | Aeropuerto Internacional de Taiwán Taoyuan    | AirAsia Philippines China Airlines Cebu Pacific EVA Air KLM Philippine Airlines StarLux Airlines                | A320-200 A3xx     |                       |        |
| Singapur            |                                               | |                   |                       |        |
| Singapur            | Aeropuerto Internacional de Singapur          | Cebu Pacific Philippine Airlines Scoot Singapore Airlines                                                       |                   |                       |        |
| Tailandia           |                                               | |                   |                       |        |
| Bangkok             | Aeropuerto Internacional Don Mueang           | AirAsia Philippines                                                                                             | A320-200          |                       |        |
| Bangkok             | Aeropuerto Internacional Suvarnabhumi         | Cebu Pacific Philippine Airlines Thai Airways                                                                   |                   |                       |        |
| Vietnam             |                                               | |                   |                       |        |
| Hanói               | Aeropuerto Internacional de Nội Bài           | Cebu Pacific Philippine Airlines VietJet Air                                                                    | A32x              |                       |        |
| Ho Chi Minh City    | Aeropuerto Internacional Tan Son Nhat         | Cebu Pacific Philippine Airlines VietJet Air                                                                    | A32x              |                       |        |
| Europa              |                                               | |                   |                       |        |
| Alemania            |                                               | |                   |                       |        |
| Fráncfort del Meno  | Aeropuerto de Fráncfort del Meno              | Lufthansa Philippine Airlines                                                                                   |                   |                       |        |
| Francia             |                                               | |                   |                       |        |
| París               | Aeropuerto de París Charles de Gaulle         | Air France Philippine Airlines                                                                                  |                   |                       |        |
| Países Bajos        |                                               | |                   |                       |        |
| Ámsterdam           | Aeropuerto de Ámsterdam-Schiphol              | KLM (Vía TPE)                                                                                                   |                   |                       |        |
| Reino Unido         |                                               | |                   |                       |        |
| Londres             | Aeropuerto de Londres-Heathrow                | Philippine Airlines                                                                                             |                   |                       |        |
| Turquía             |                                               | |                   |                       |        |
| Estambul            | Aeropuerto de Estambul                        | Turkish Airlines                                                                                                |                   |                       |        |
| Oceanía             |                                               | |                   |                       |        |
| Australia           |                                               | |                   |                       |        |
| Brisbane            | Aeropuerto de Brisbane                        | Philippine Airlines                                                                                             |                   |                       |        |
| Melbourne           | Aeropuerto Internacional de Melbourne         | Cebu Pacific Philippine Airlines                                                                                |                   |                       |        |
| Sídney              | Aeropuerto Internacional Kingsford Smith      | Cebu Pacific Philippine Airlines Qantas                                                                         |                   |                       |        |
| Guam                |                                               | |                   |                       |        |
| Guam                | Aeropuerto Internacional Antonio B. Won Pat   | Philippine Airlines United Airlines                                                                             |                   |                       |        |
| Nueva Zelanda       |                                               | |                   |                       |        |
| Auckland            | Aeropuerto Internacional de Auckland          | Philippine Airlines                                                                                             |                   |                       |        |
| Palaos              |                                               | |                   |                       |        |
| Koror               | Aeropuerto Internacional Roman Tmetuchl       | United Airlines                                                                                                 |                   |                       |        |
| Papúa Nueva Guinea  |                                               | |                   |                       |        |
| Port Moresby        | Aeropuerto Internacional de Jacksons          | Air Niugini Philippine Airlines                                                                                 |                   |                       |        |

### Terminal 1

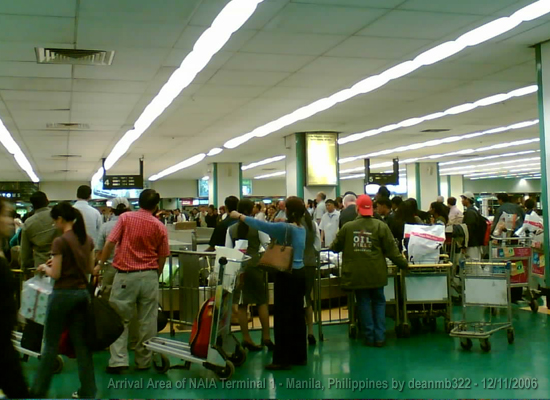
Sala del Aeropuerto Internacional de Manila.

La terminal se usa principalmente para vuelos internacionales que no son operados por Philippine Airlines:
- Air Niugini (Port Moresby)
- Gulf Air (Baréin/Manama)
- Jetstar (Darwin, Tokio-Narita)
- Kuwait Airways (Bangkok-Suvarnabhumi, Kuwait)
- Royal Brunei Airlines (Bandar Seri Begawan)
- Thai Airways International (Bangkok-Suvarnabhumi)
- United Airlines (Koror)

### Terminal 2
La terminal es usada principalmente por Philippine Airlines para vuelos internacionales y nacionales, así como para vuelos de cabotaje de su compañía hermana, Air Philippines. La terminal está dividida en dos alas: la Ala Norte, la cual alberga los vuelos internacionales; y la Ala Sur, la cual alberga los vuelos de cabotaje.

#### Ala Sur
- Philippine Airlines (Bacólod, Butuan, Cagayán de Oro, Cebú, Cotabato, Dávao, Dipolog, General Santos, Iloilo, Kalibo, Laoag, Legazpi, Puerto Princesa, Ciudad Roxas, Tacloban, Tagbilaran, Zamboanga).
- Air Philippines (Bacólod, Cagayán de Oro, Cebú, Dávao, Dumaguete, General Santos, Iloilo, Naga, Ozamis, Puerto Princesa, Tuguegarao, Zamboanga).

### Terminal 3
La terminal se usa para vuelos nacionales e internacionales de Cebu Pacific Airlines, Air Phil Express, y ANA All Nippon Airlines:
- Air Phil Express
- ANA All Nippon Airlines (Tokio-Narita)
- Cebu Pacific (Bandar Seri Begawan, Bangkok-Suvarnabhumi, Guangzhou, Hanói, Ciudad Ho Chi Minh, Hong Kong, Yakarta, Kota Kinabalu, Kuala Lumpur, Macao, Osaka-Kansai, Seúl-Incheon, Shanghái-Pudong, Siem Reap, Singapur, Taipéi-Taoyuan, Xiamen, Bacólod, Butuan, Cagayán de Oro, Cebú, Cotabato, Dávao, Dipolog, Dumaguete, General Santos, Iloilo, Kalibo, Laoag, Legazpi, Puerto Princesa, Ciudad Roxas, Surigao, Tacloban, Tagbilaran, Zamboanga).

### Terminal de Manila
La terminal se usa para vuelos de cabotaje que no sean operados por Philippine Airlines o por Air Philippines:
- Asian Spirit (Baguio, Basco, Busuanga, Calbayog, Catarman, Cebú, Malay, Masbate, Pagadian [estacional], San Fernando, San José (Antique), Surigao, Virac).
- Interisland Airlines (Malay, Tablas).
- South East Asian Airlines (Busuanga, El Nido, Malay, Taytay).

### Terminal de carga
Las siguientes aerolíneas de carga operan en el aeropuerto:
| - Asiana Cargo - China Airlines Cargo - DHL - Donghai Airlines - EVA Air Cargo | - FedEx - Korean Air Cargo - MASKargo - ULS Airlines Cargo |